# Grażyna Bernatowicz
Grażyna Maria Bernatowicz (ur. 12 marca 1946 w Warszawie) – polska politolog i dyplomata, podsekretarz stanu w Ministerstwie Spraw Zagranicznych (2000–2002, 2007–2013), ambasador w Hiszpanii (2002–2007) i Czechach (2013–2017).

## Życiorys
W 1968 ukończyła studia prawnicze na Wydziale Prawa Uniwersytetu Warszawskiego. Specjalizowała się w prawie międzynarodowym. W 1971 odbyła podyplomowe studia dziennikarskie. W 1975 uzyskała stopień naukowy doktora nauk politycznych na podstawie pracy o zewnętrznych i wewnętrznych uwarunkowaniach polityki zagranicznej Hiszpanii. W 1992 otrzymała stopień doktor habilitowanego z zakresu politologii, przedstawiając rozprawę pt. Droga Grecji, Hiszpanii i Portugalii do wspólnej Europy. Praca ta otrzymała Nagrodę Ministra Spraw Zagranicznych. Opublikowała kilkadziesiąt prac naukowych z zakresu m.in. integracji europejskiej.
W latach 1971–1993 pracowała w Polskim Instytucie Spraw Międzynarodowych (dochodząc do stanowiska docenta). W 1993 została zatrudniona w Ministerstwie Spraw Zagranicznych, początkowo jako doradczyni ministra i zastępczyni dyrektora Departamentu Badań Strategicznych. Następnie koordynowała prace Departamentu Integracji Europejskiej. Od 2000 do 2002 pełniła funkcję podsekretarza stanu, odpowiadając za sprawy organizacji międzynarodowych, ekonomiczne i prawne. Następnie do 30 września 2007 zajmowała stanowisko ambasadora RP w Hiszpanii; była jednocześnie akredytowana w Andorze.
W listopadzie 2007 ponownie została powołana na stanowisko podsekretarza stanu w MSZ (ds. parlamentarnych, polityki europejskiej i praw człowieka). Odeszła z niego w marcu 2013 w związku z planowanym objęciem kierownictwa placówki dyplomatycznej w Czechach. Na stanowisko to została mianowana 11 maja 2013, misję rozpoczęła 11 czerwca 2013. 20 grudnia 2017 zakończyła pełnienie tej funkcji, przechodząc na emeryturę.
Pracowała też jako nauczycielka akademicka, była m.in. profesorem na Wydziale Prawa Wyższej Szkoły Zarządzania i Prawa im. Heleny Chodkowskiej w Warszawie.
Zna język hiszpański i angielski. Matka dwójki dzieci.

## Odznaczenia
- Krzyż Oficerski Orderu Odrodzenia Polski – 2013[6][7]
- Krzyż Wielki Orderu Zasługi – Portugalia, 2008[8]
- Krzyż Komandorski Orderu Zasługi – Węgry, 2009[9]
- Oficer Narodowego Orderu Zasługi – Malta, 2009[10]
- Komandor Orderu Trzech Gwiazd – 2012, Łotwa[11]
- Komandor Orderu Świętego Karola – Monako, 2012[12]
- Komandor z Gwiazdą Orderu Zasługi – Norwegia, 2012[13]
- Wielki Oficer Orderu Infanta Henryka – Portugalia, 2012[14]
- Komandor Orderu Zasługi Dyplomatycznej – Rumunia, 2012[15]

## Wybrane publikacje
Jako Grażyna Bernatowicz-Bierut
- Eksperyment chilijski. Tło i perspektywy, Polski Instytut Spraw Międzynarodowych, Warszawa 1971
- Hiszpania a wspólny rynek, Polski Instytut Spraw Międzynarodowych, Warszawa 1972
- Chile. Rewolucja parlamentarna?, Państwowe Wydawnictwo Naukowe, Warszawa 1973
- Nowe elementy w powojennej polityce zagranicznej Hiszpanii, Polski Instytut Spraw Międzynarodowych, Warszawa 1973
- Hiszpania we współczesnym świecie: 1945–1975, Państwowe Wydawnictwo Naukowe, Warszawa 1978
- Polityka wewnętrzna i zagraniczna Portugalii po II wojnie światowej: 1945–1980, Polski Instytut Spraw Międzynarodowych, Warszawa 1982
- Partie socjaldemokratyczne Europy. Zarys encyklopedyczny (wspólnie z Władysławem Michalskim i Instytutem Ruchu Robotniczego WSNS przy KC PZPR), Książka i Wiedza, Warszawa 1982
- Eastern Europe and the European Mediterranean countries, Polski Instytut Spraw Międzynarodowych, Warszawa 1991

Jako Grażyna Bernatowicz
- Stosunki polsko-włoskie 1944–1989, Polski Instytut Spraw Międzynarodowych, Warszawa 1990
- Współpraca polityczna, gospodarcza i wojskowa Włoch z Republiką Federalną Niemiec, Polski Instytut Spraw Międzynarodowych, Warszawa 1990
- Droga Grecji, Hiszpanii i Portugalii do wspólnej Europy, Polski Instytut Spraw Międzynarodowych, Warszawa 1991